# 厳島の戦い

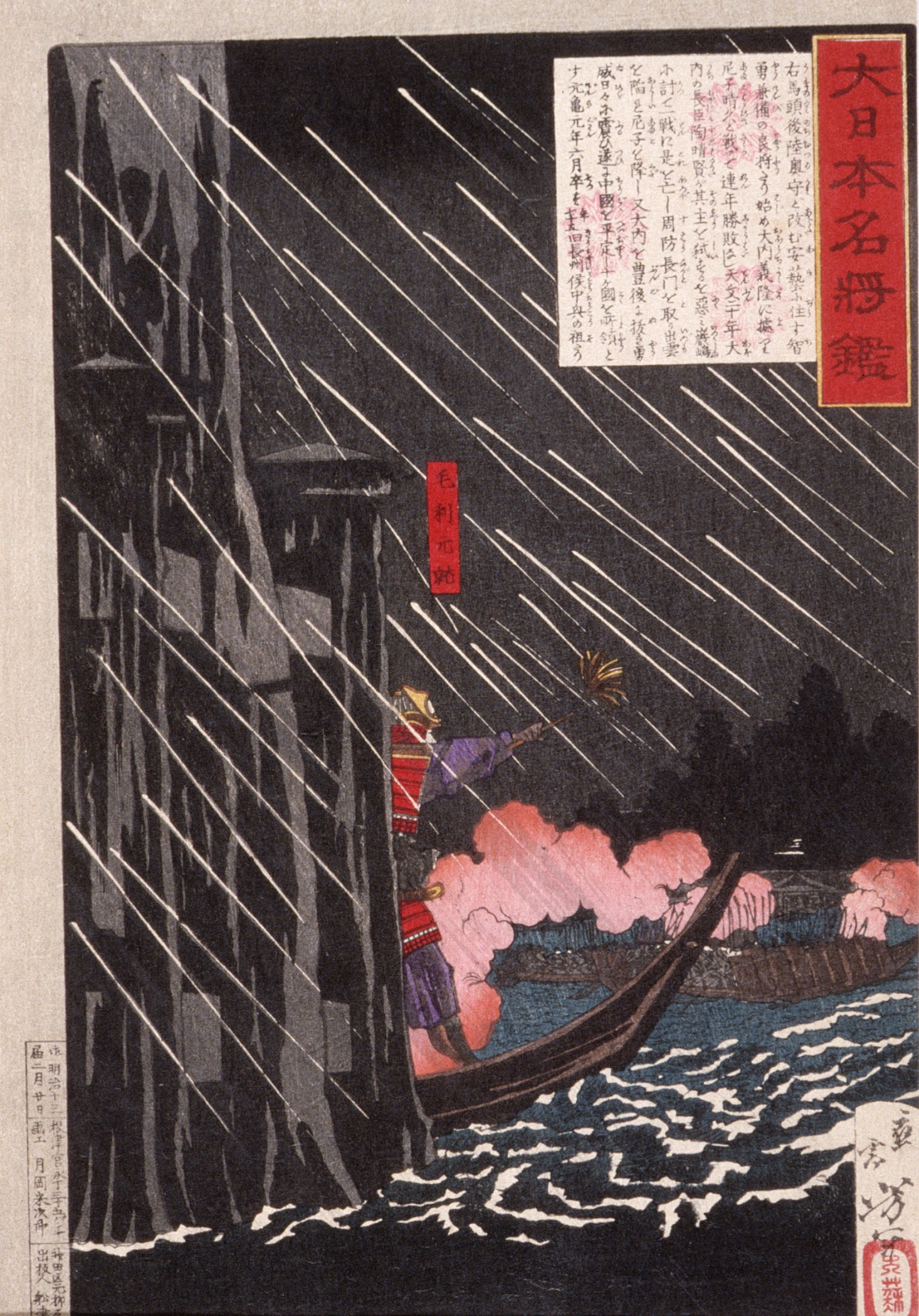
月岡芳年『大日本名将鑑　毛利元就』ロサンゼルス・カウンティ美術館所蔵

厳島の戦い（いつくしまのたたかい）は、天文24年10月1日（1555年10月16日）に、安芸国佐西郡の厳島において毛利元就と陶晴賢との間で行われた合戦である。

## 背景

### 大寧寺の変
天文20年（1551年）の大寧寺の変で主君の大内義隆を討った陶隆房（変後に晴賢に改名）は、豊前国の大友氏から迎え入れた大内義長を擁立して大内氏の実権を握った。

### 吉見氏の挙兵と三本松城の戦い
周防国と長門国を本拠とする大内氏は、安芸国や備後国、石見国の国人たちも傘下に収めていたが、石見国の三本松城（現在の津和野城）を本拠とする吉見正頼が陶氏打倒を掲げて挙兵し、天文23年（1554年）3月に三本松城の戦いが発生したため、大内・陶の軍勢は三本松城を包囲し、安芸の毛利元就にも参陣を呼びかけた。

### 防芸引分
しかし、同年5月12日に元就は大内氏・陶氏と決別して桜尾城など4城を攻略し、厳島まで占領する（毛利元就が陶晴賢と決別した経緯は防芸引分を参照）。陶氏との対決に備えて、厳島・広島湾周辺の諸城や水軍の守りを固めた。さらに、安芸国を掌握した毛利氏は、5月15日には周防国玖珂郡まで侵入して小瀬・御庄（岩国市）において陶軍と交戦する。

### 折敷畑の戦い
大内氏に反旗を翻した毛利氏に対して陶晴賢は、長年に渡って武功を重ねて晴賢の信任も厚い家臣である宮川房頼（宮川房長）を安芸国に急派するが、宮川勢は6月5日の折敷畑の戦いで敗北し、宮川房頼も敗死した。『棚守房顕覚書』によるとこの時の宮川房頼は山代衆や防州衆からなる2000～3000の軍勢を率いていたと記されており、晴賢が宮川房頼に十分な兵力を与えないまま安芸国に進攻させたことで、毛利氏との戦いの緒戦で手痛い敗北を喫することとなった。

### 周防国での攻防
折敷畑の戦いの後、毛利軍は佐西郡の山里と呼ばれる地域に侵出するが、陶方の地下人一揆の抵抗を受ける。8月には毛利隆元が出陣しているが攻めきれず、一揆勢の一部を取り込んで攻勢に出た毛利軍が友田高森要害を落としたのは10月25日になった。元就が山里攻略を意図したのは、周防に侵入して三本松城を攻める大内・陶軍を背後から牽制することを考えていたとも言われ、山里攻略が難航したことで毛利方の戦略に影響を与えた可能性も指摘される。
毛利氏と陶氏の攻防は海でも繰り広げられており、6月中旬には毛利方の水軍が陶氏の本拠である若山城周辺の富田浦を襲撃。対する陶方も水軍で厳島を攻めたが、宮尾城の守りにより陶軍の上陸は阻止された。7月になると、陶の調略を受けて呉・能美の警固衆（水軍）が毛利から離反したが、9月には毛利と小早川の警固衆が両者を討伐、能美島を占領している。
三本松城の戦いが継続中であった間、大内・陶軍は主力を動かせなかったことから戦闘が大規模化することはなかったが、8月下旬（若しくは9月2日）に吉見正頼との和睦を成立させると晴賢は山口に帰還し、以降は毛利対策に本腰を入れた。

## 合戦の経緯

### 外交と調略
尼子氏への対応
折敷畑の戦い直後となる6月7日付けで陶晴賢が石見の益田藤兼に送った書状（『益田家文書 65号』）では、雲州（出雲国を本拠とする尼子氏）についての記述があり、尼子氏と連合して毛利氏を挟撃することが検討されていた。しかし尼子方で11月1日に新宮党が粛清される事件が起こり、内紛の混乱などでこの計画は実現しなかった。対する毛利元就は、尼子氏と敵対していた三村氏（備中国）や福屋氏（石見国）を支援することで尼子氏の牽制に動いている。
少弐冬尚への密書
9月10日、元就は九州肥前国の少弐冬尚に密書を送り、挙兵を促した。少弐氏は大内氏に攻められて九州北部の領地（豊前国と筑前国）を奪われており、大内氏・陶氏への牽制を狙ったものと思われる。
その他の内応者
元就の調略により、陶方の武将である久芳賢重や久芳賢直などが毛利方に応じた。逆に、白井賢胤の調略によって安芸国人の野間隆実が離反して陶方に付いたが、厳島の戦いを待たずして毛利軍に攻められ、舅の熊谷信直を通じて降伏している。

### 前哨戦
天文24年（1555年）正月、防芸引分後の毛利軍の攻撃で仁保城（当時の仁保島、現在は地続きで広島市南区）を追われて府中出張城に籠もっていた白井賢胤が、水軍衆を率いて草津城や毛利方河内警固衆の拠点を襲撃し、毛利軍と交戦する。
3月、陶晴賢の代官として安芸国と備後国の武士達を指揮する立場にあり、厳島神領衆の寄親でもあった陶氏重臣の江良房栄が警固船140艘からなる警固衆（水軍）を率いて安芸国の佐東郡や厳島を襲撃し、3月15日に周防国岩国へ帰陣したが、翌日の3月16日に陶晴賢の依頼を受けた弘中隆兼によって岩国の琥珀院で誅殺された。房栄は安芸国佐西郡の各領主の寄親として安芸国の事情に精通していたことから、毛利氏との対決に慎重論を唱えていたため晴賢から毛利氏への内通を疑われたことが原因と考えられている。
その後、野間隆実が毛利方から離反して白井賢胤と共に海田浦（毛利方の阿曽沼広秀領）や仁保島を攻めた。
4月8日、江良房栄を寄親としていた小方・大竹（現在の大竹市）の神領衆が70〜80艘で厳島に来襲したため小規模ながら合戦となる（『棚守房顕覚書』）。
4月9日、元就率いる毛利軍3500が野間隆実に総攻撃を仕掛けた。野間軍1200と陶援軍300は居城矢野城で抵抗するが、出城が落とされたことで4月11日に降伏。隆実は舅に当たる熊谷信直を通して降伏を申し出ており、元就も一旦は了承するが、城外に出たところで城兵諸共に討ち滅ぼされた。また、同時期に蒲刈島と倉橋島（いずれも現在の呉市）の多賀谷氏を攻めている。
5月13日、陶水軍100艘が厳島を攻撃、宮尾城のある有ノ浦で毛利軍（宮尾城には中村二郎左右衛門が入っていた）と交戦。翌6月、元就自身が厳島に渡海して宮尾城などを視察、己斐直之と坪井元政（新里宮内少輔）に軍勢500を与えて城に入れた。
7月7日、白井賢胤が宮尾城を攻めるが、宮尾城の己斐直之らが撃退する。10日には三浦房清率いる水軍が兵500で仁保城を攻めるが、城番の香川光景勢200の抵抗により攻略できなかった。この敗戦後、房清は厳島上陸を晴賢に進言したと言う。

### 本戦

#### 9月21日～27日（両軍の出陣）
9月21日、陶晴賢は周防・長門・豊前・筑前などの軍勢を引き連れて岩国から出陣。その兵力は通説では2万余とされ、玖珂郡の今津・室木の浜から500艘の船団で出港して海路で厳島に向かった。同日の夜は厳島の沖合に停泊し、翌22日早朝に陶軍は上陸した。21日に渡る直前の軍議で海路の要衝である厳島（宮尾城）を攻める晴賢の計画に対し、毛利軍が後ろから攻撃してくることを懸念した弘中隆兼が諫言したと『中国治乱記』には書かれている。大元浦（現在の宮島水族館付近）から上陸した陶軍は、三浦房清と大和興武が先陣を務め、晴賢の本陣は宮尾城が見通せる塔の岡（現在の豊国神社付近）に置かれた。陶軍は大軍だったため、大聖院や弥山に至るまで広く布陣しており、北の杉ノ浦から南の須屋浦まで海側も警固船で埋め尽くされた。陶軍は、宮尾城を尾根沿いに陸路で攻めており、城の水の手（水源）を断とうとしていた。
24日、陶軍の厳島上陸の報を受けた毛利軍は佐東銀山城を出陣、水軍の基地でもある草津城（現在の広島県広島市西区）に着陣した。元就・隆元率いる毛利軍には、吉川元春の軍勢と熊谷氏・平賀氏・天野氏・阿曽沼氏などの安芸国人衆が加わっており、さらに水軍を率いる小早川隆景勢も合流した。この時、宮尾城兵を除く毛利軍は、兵4000・軍船110〜130艘（毛利・小早川水軍）程度と伝えられており、小早川の傘下に入っていた因島村上氏の加勢を加えても200艘に満たなかった。『武家万代記（三島海賊家軍日記）』や『桂岌円覚書』によると、かねてより小早川家（家臣の乃美宗勝）が沖家水軍（能島村上氏と来島村上氏）と交渉に当たっており、元就は草津城で援軍を待った。
26日、元就は熊谷信直に50〜60艘の船を与え、宮尾城へ援軍として派遣する。同日付の手紙で、元就が隆景に対して村上水軍の救援催促を急ぐよう指示しているが、宮尾城の窮状のためか焦燥感のある内容だと言われている。
27日、この頃までに宮尾城は堀を埋められており、水源も断たれていたとされるが、28日と29日の日柄が悪いため総攻撃が延期されたと『武家万代記』には記述されている。一方の元就は「これ以上は来島は待てないので、毛利・小早川の水軍だけで宮尾城に出陣する」という内容の指示を隆景に出した。

#### 9月28日～晦日（合戦直前）
28日、元就は草津城を出て、地御前（現在の広島県廿日市市）に全軍を前進させた。通説では、この日に村上水軍200〜300艘が毛利軍の救援に駆けつけたとされる。これは、『棚守房顕覚書』『武家万代記』『万代記（厳島合戦之記）』などに記されている日付で、作家の森本繁は「史実として疑う余地はない」として、毛利軍の渡海は「翌29日に直ぐにも渡海したと考えるのが合理的」と述べており、古記録に残る9月晦日の記載について森本は「当時の宣明暦では、９月29日が晦日」と説明している。なお、『武家万代記』では元就が村上水軍に対して厳島を回り込んで掛け声や櫓拍子などで目立つように西側から陶軍に近づくよう指示しており、村上水軍が陶方に付くかのように見せたと考えられるが、同じ日に弘中隆兼が書いた書状には、村上水軍が毛利方に付いたのを見て水軍力の差で劣勢に陥ったことを認める記述がある。
30日、元就・隆元・元春らの率いる第1軍（毛利本隊）・隆景を大将に宮尾城兵と合流する第2軍（小早川隊）・水軍で構成される第3軍（村上水軍）に分かれて厳島に渡海する準備を行う。夕方頃になって天候が荒れ始め雷を伴う暴風雨になるが、元就は「今日は吉日」であると称して風雨こそ天の加護であると説き、酉の刻（18時）に出陣を決行した。なお、『老翁物語』には程なくして荒天は収まった旨が書かれている。毛利本隊は敵に気付かれないよう元就の乗船する船のみ篝火を掲げ、厳島を密かに東に回り込み、戌亥の刻（21時）頃に包ヶ浦と呼ばれる厳島東岸の浜辺へ上陸。元就は、全ての軍船を返すように児玉就方に命じて背水の陣の決意を将兵に示した。その後、吉川勢を先陣に博奕尾の山越えを目指して山道を進軍した。
一方の第2軍・第3軍は、夜の海を作戦通りに大野瀬戸（厳島西方の水道）まで西進、大きく迂回してから厳島神社大鳥居の近くまで近づいた。『万代記』によると21時頃に神社沖までたどり着いた小早川隊は、乃美宗勝らの進言により、敵味方の区別が付けられないほどの風と闇に乗じて岸に近づき、「筑前から加勢に来たので陶殿にお目通りする」と称して上陸したとされる。そして、第3軍となる村上水軍の船団は沖合で待機し、開戦を待った。

#### 10月1日（合戦当日）

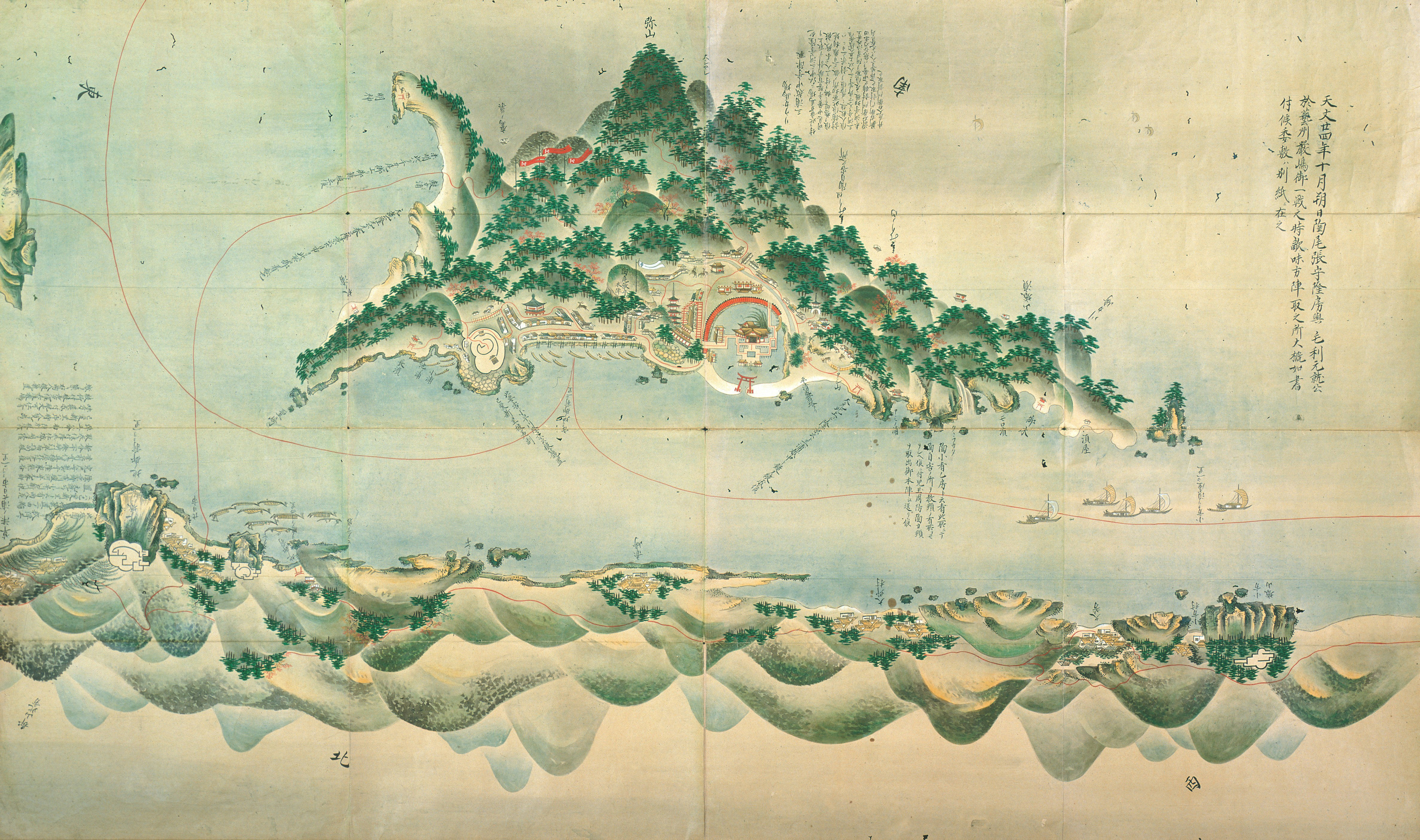
毛利家文書『芸州厳島御一戦之図』

翌10月1日の卯の刻（6時）に毛利軍の奇襲攻撃が開始された。博奕尾を越えてきた毛利軍主力は、鬨の声を上げて陶軍の背後（紅葉谷側）を駆け下り、これに呼応して別働隊（小早川隊）と宮尾城籠城兵も陶本陣のある塔の岡を駆け上った。塔の岡で戦いが始まったのを見て、沖合に待機していた村上水軍が陶水軍を攻撃して船を焼き払った。前夜の暴風雨で油断していた陶軍は、狭い島内に大軍がひしめいていたことから進退もままならず、『棚守房顕覚書』に「陶、弘中は一矢も射ず、西山をさして引き下がった」と書かれる程の総崩れとなった。
毛利軍の挟撃を受けて狼狽する陶方の将兵たちは我先と島から脱出しようとして、舟を奪い合い沈没したり、溺死したりする者が続出した。弘中隆兼・三浦房清・大和興武らが手勢を率いて駆けつけて防戦に努めるが、大混乱に陥った陶軍を立て直すことはできず、晴賢は島外への脱出を図った。西に逃げる晴賢らを吉川隊が追撃するが、それを阻止しようとして弘中隆兼・隆助父子の手勢500が厳島神社の南方の滝小路を背にして立ちはだかった。途中、陶方の青景・波多野・町野らの兵300が横から吉川隊を突いたため弘中隊が優勢になるが、吉川隊にも熊谷信直・天野隆重隊が援軍に駆けつけたため、最終的に弘中隊は大聖院への退却を余儀なくされた。この時、毛利軍の追撃を防ごうとして隆兼らが火を放ったため、厳島神社への延焼を危惧した元春の命で消火活動が行われたという逸話が残っている。最初に陶軍が上陸した大元浦まで晴賢らは辿り着くも、脱出に使える舟は無かった。そこで隆景の手勢が追いついてきたため、房清が殿となった。房清勢は激しく抵抗して隆景に手傷を負わせたとされるが、消火を終えて追いついた元春勢の加勢によりついに討ち死にした。なお、最後まで戦った房清は、厳島への渡海を勧めたことで責任を感じていたという（『陰徳太平記』）。
ごく僅かな近習たちのみに守られた晴賢は、さらに西の大江浦まで着いたが舟は無かった（その後、山を越えて東海岸の青海苔浜で舟を探し、高安ヶ原の山中まで引き返したという説 もあるが、地理的・時間的に無理がある）。この大江浦で、晴賢は伊香賀房明（または隆正）の介錯によって自刃して果てた。晴賢に最期まで付き添った近侍は、房明の他に柿並隆正・山崎隆方の名が残っており、山中に晴賢の首を隠した後、3人とも自害している。
大和興武は香川光景と戦った後に捕虜にされた。『陰徳太平記』によると、かつて元就が興武を召し抱えたいと言っていたのを光景が思いだしたので生け捕りにしたとされる。そのため、一旦は光景に預けられて仁保城に送られた興武であったが、結局1ヶ月後に元就の命令で殺害された。
厳島での戦闘は後述の弘中隊の抵抗を除いて、14時頃までにはほぼ終結した（『吉田物語』）。

#### 10月2日～5日（戦後処理）
陶軍主力を壊滅させた元就は、島に散り散りとなった敗残兵を掃討するため山狩りを命じた（『芸侯三家誌』）。
一方、大聖院付近で吉川元春らと交戦した後に撤退していた弘中隆兼は、大聖院を経て弥山沿いの谷を駆け登っており、手勢100〜300を率いて隣接する山の絵馬ヶ岳（現在の駒ケ林）にある龍ヶ馬場と呼ばれる岩場に立て籠もっていた。山頂を包囲した吉川勢の猛攻に激しく抗戦した隆兼であったが3日に討ち死、弘中隆助を含め弘中隊は全滅した。
5日、晴賢の首を探していた毛利軍が、晴賢の草履取りである少年を捕らえ、助命と引き替えに、晴賢の首級の隠し場所を聞き出した。首級を発見した元就は、軍勢を厳島から引き上げて対岸の桜尾城に凱旋、同城で首実検が行なわれた。この首実検の際に元就は「主君を討って八虐を犯した逆臣である」として晴賢の首を鞭で3度叩いた（『万代記』）。その後、晴賢の首は洞雲寺（廿日市市）に葬られた。
『吉田物語』の記述では、この戦いで討たれた陶兵は4,780人にのぼり、捕虜も3000余人とされる。厳島は島全体が信仰の対象とされる厳島神社の神域であるため、元就は死者を全て対岸の大野に運び出し、島内の血が染み込んだ部分の土を削り取らせた。また、血で汚れた厳島神社の社殿から回廊に至るまで全てを潮水で洗い流して清めさせ、合戦翌日から7日間に渡り神楽などを奉納し、万部経会（まんぶきょうえ）を行って死者の冥福を祈った（『万代記』）。

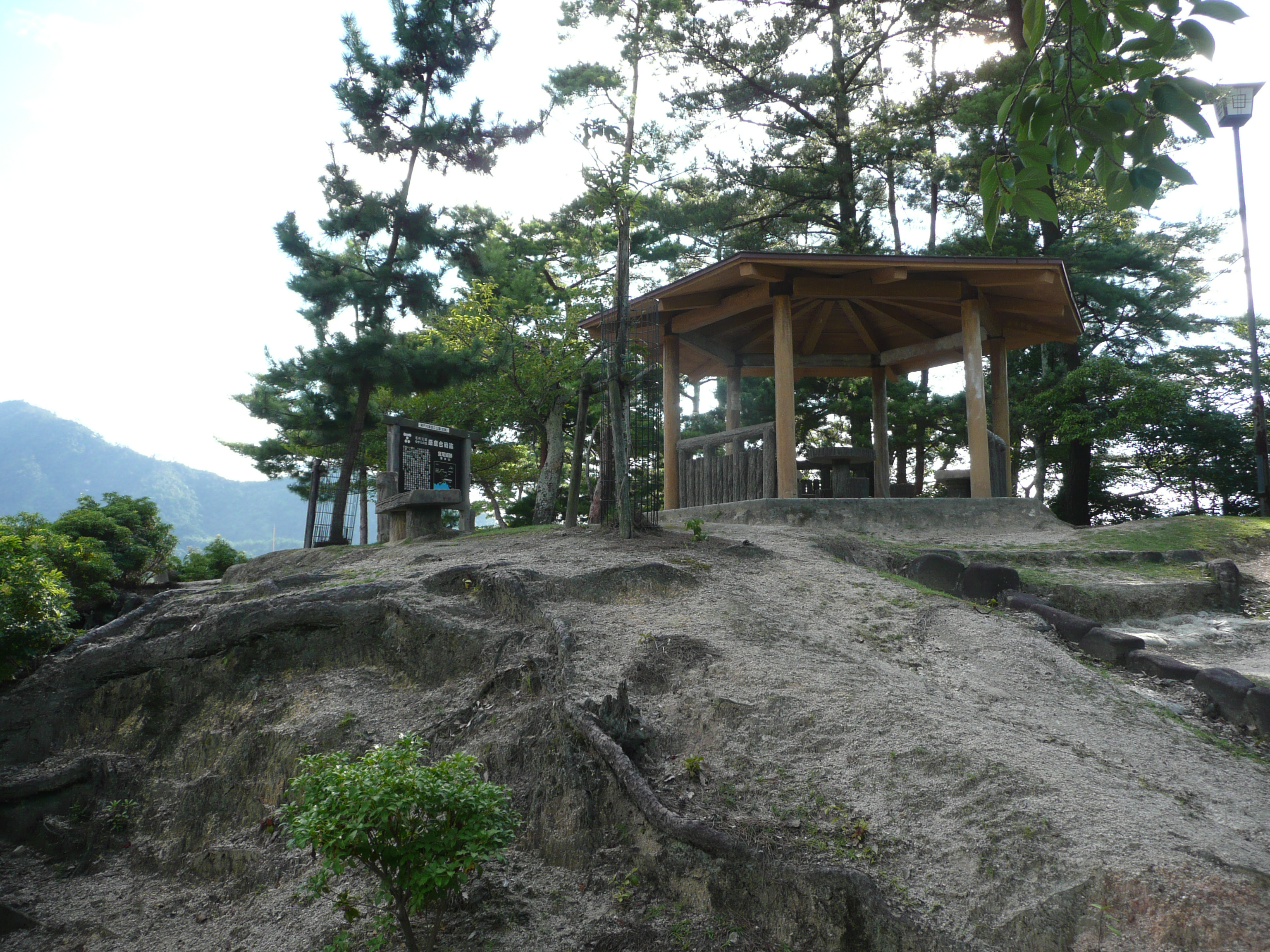
宮尾城跡（要害山）
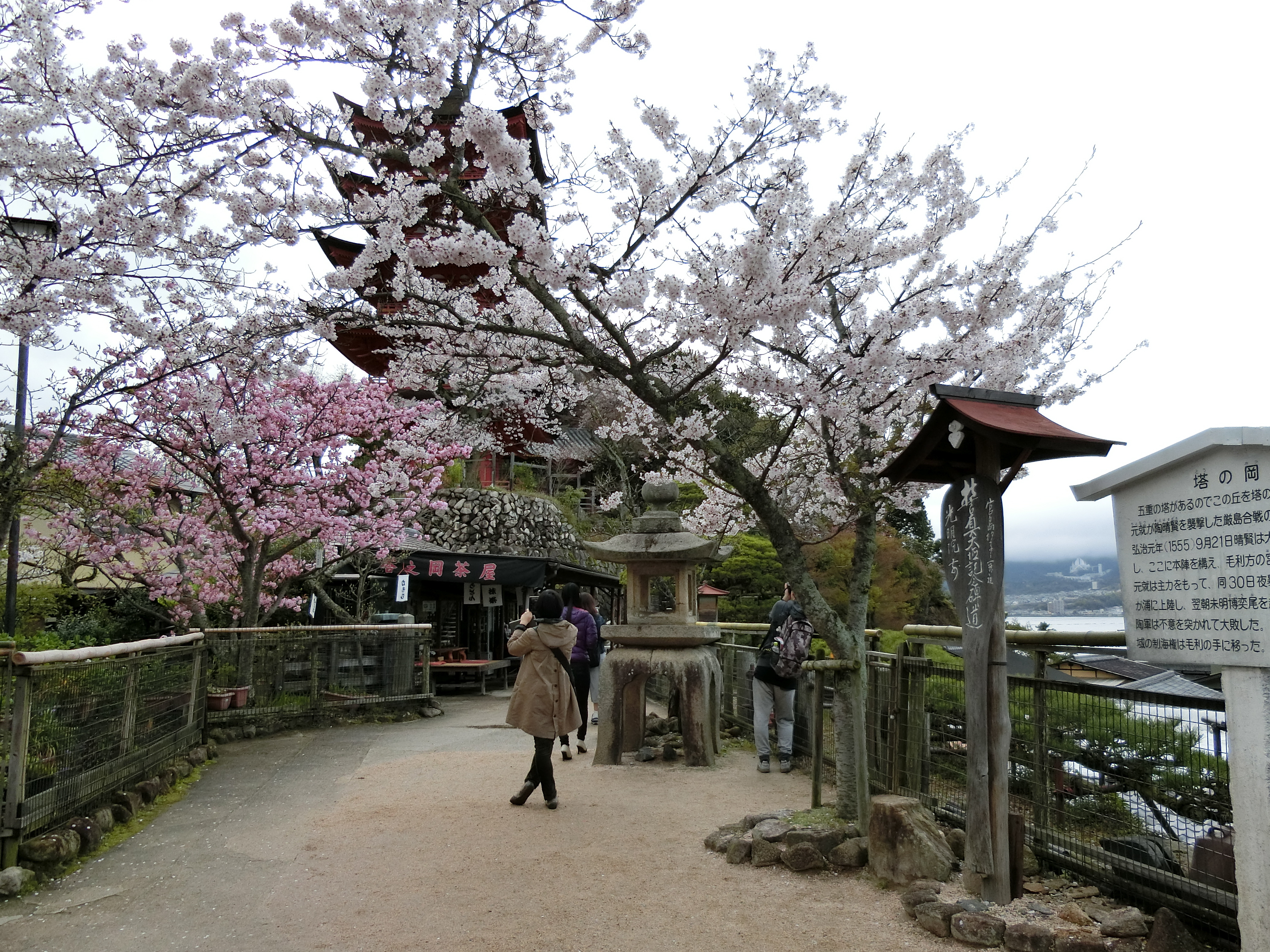
陶晴賢本陣が置かれていた塔の岡
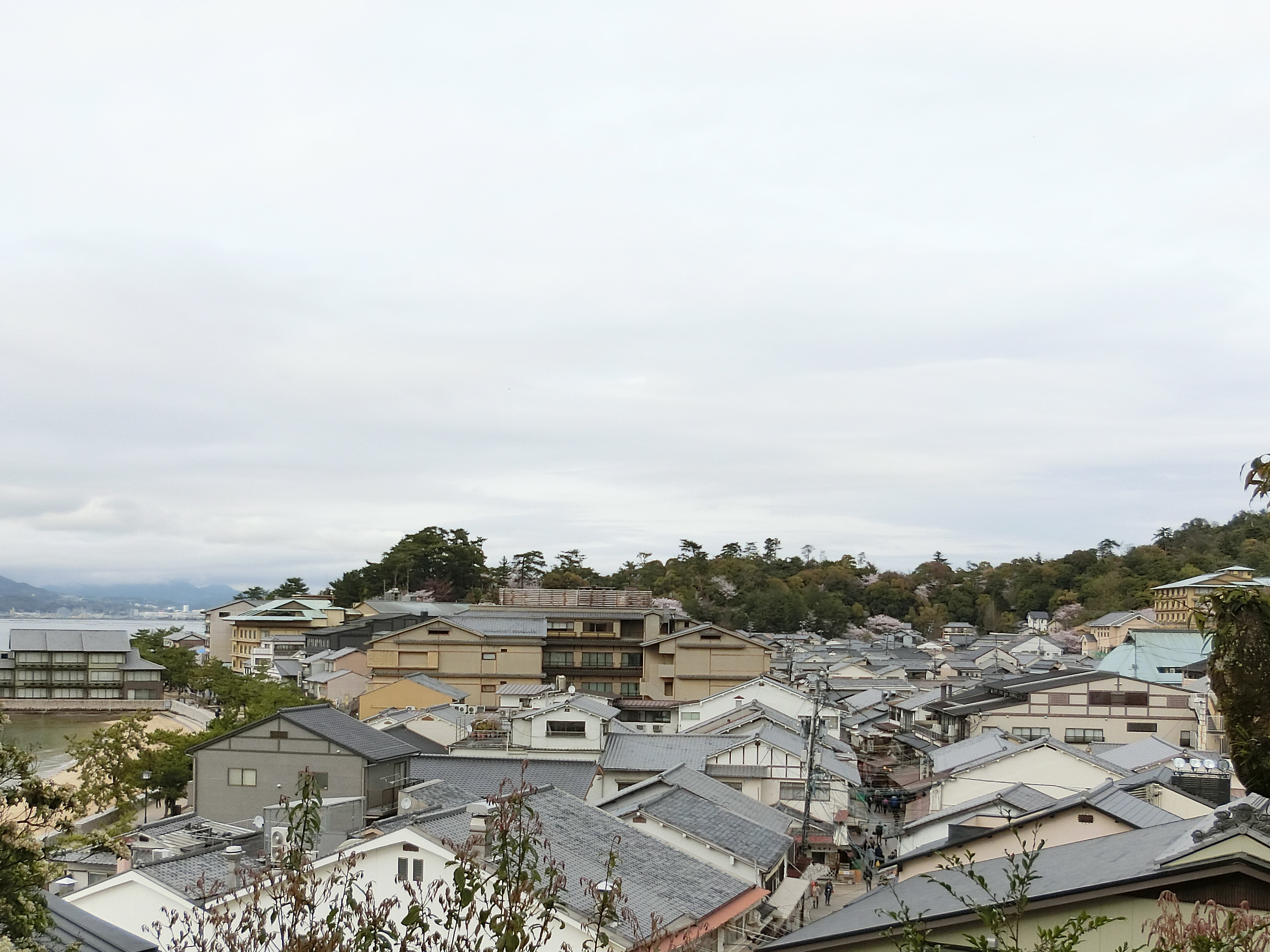
塔の岡から眺めた宮尾城跡
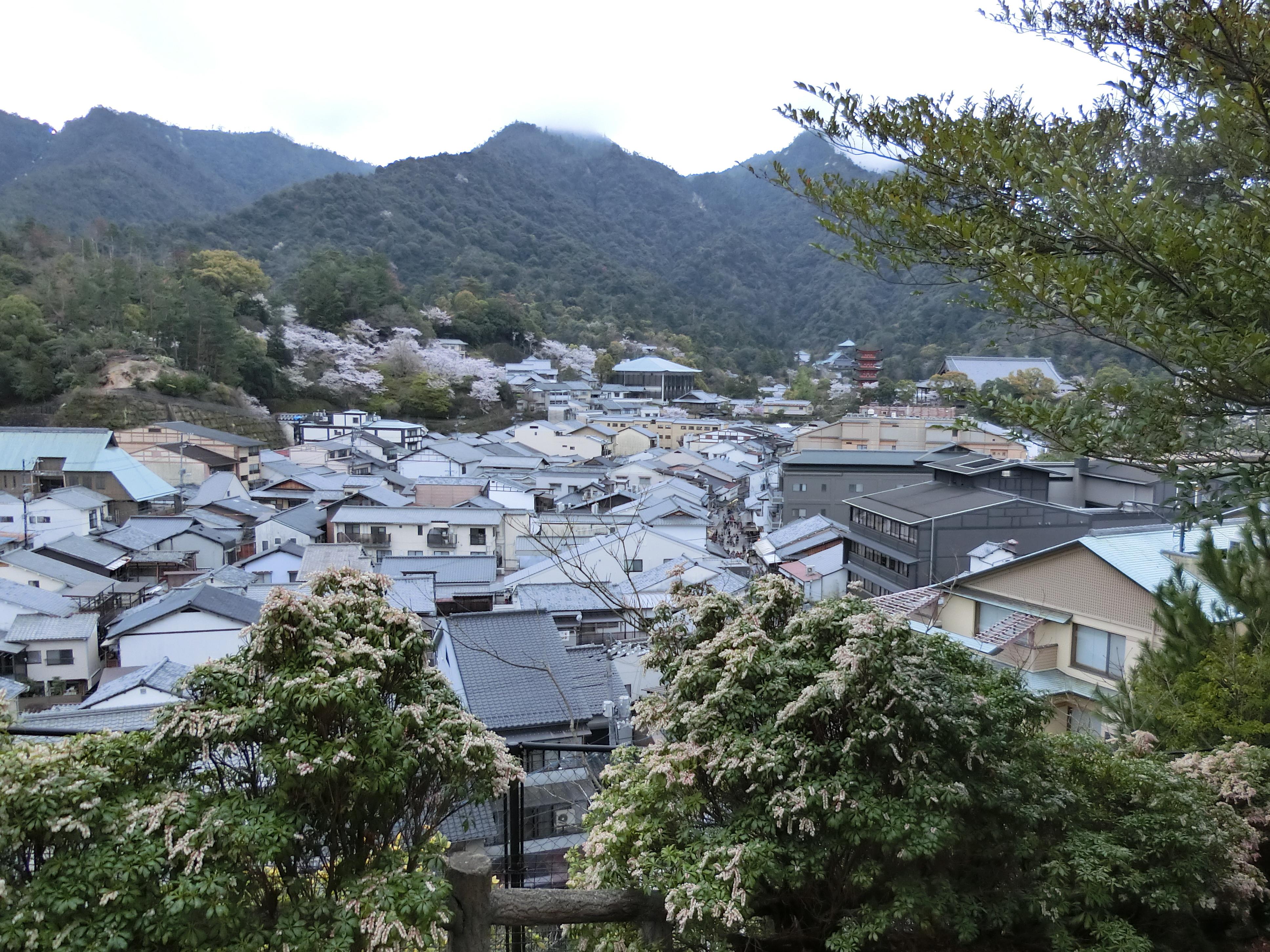
宮尾城跡から眺めた塔の岡

## 戦後
この戦いで陶晴賢を失った大内氏と陶氏は急速に弱体化した。
10月5日、桜尾城で首実検を済ませた元就は、毛利軍の本陣を小方（広島県大竹市）に移して周防長門への侵攻を開始（防長経略）。弘治3年（1557年）、晴賢によって擁立されていた大内義長（大友宗麟の異母弟で義隆の甥、一時義隆の養子となっていた）が勝山城にて自害に追い込まれ、大名としての大内氏は滅亡に至った。その後、大内氏旧領を併合して大大名となった毛利氏は、博多と石見銀山（どちらも大内氏支配下）の権益を狙って、九州の大友氏や山陰の尼子氏との抗争を開始する。
なお、本合戦直後には大内水軍を構成していた屋代島警固衆の桑原氏・沓屋氏が毛利に帰属し、大内氏滅亡後には白井賢胤も毛利傘下に入るなど、毛利水軍は勢力を大きく伸ばしている。元就が毛利直轄の水軍育成を本格化したのは、陶氏との対決が視野に入り始めた天文20年以降とされており、厳島の戦いに前後して発達した毛利水軍は、その後の大友氏・尼子氏との戦いのみならず、後の織田信長との戦いでも大きな貢献を果たすことになる。

## 各勢力の兵力と参戦・関連した人物

### 毛利軍
厳島の戦いにおける毛利軍の兵力は一般的に4000程度とされている。しかし、毛利軍の中核である譜代家臣団の軍事力については天文22年（1553年）に作成された4通の具足注文から推定が可能で、具足注文に記載された家臣は170人、具足数は1058両であるため、仮に具足武者1人に対して中間や小者などが2人随従すると仮定すれば、毛利氏譜代家臣団の兵力は約3000人となる。さらに具足注文に含まれない元就の家臣や佐東衆、中郡衆、神領衆の一部などを加えると、毛利氏が動員可能な兵力はさらに拡大する。それに加えて、吉川氏、小早川氏、熊谷氏、天野氏、平賀氏、阿曽沼氏等の安芸国の国人たちも厳島の戦いに参加していたことが史料上で確認できるため、これらを合わせた厳島の戦いにおける毛利軍の総数は4000をはるかに上回っていたと考えられている。なお、宍戸氏は厳島の戦いに参加した明証が無く、尼子氏の動きに備えるため、本拠の五龍城に留まっていたと推測されている。
また、毛利軍の水軍戦力は、毛利水軍（川ノ内警固衆）50～60艘と小早川水軍（沼田警固衆）60～70艘とされる。

### 陶軍
軍記物等の記述から、一般的に陶晴賢は周防・長門・豊前・筑前から集めた将兵20000～30000の大軍を率いて厳島に上陸したとされる。しかし、厳島の戦いにおける陶軍に参加した者は陶氏の譜代家臣、弘中隆兼をはじめとするの周防国東部の武士、神領衆の一部に限られており、長門守護代の内藤氏や豊前守護代の杉氏等の他の大内氏重臣が参加していないことから、総数は10000にも達していなかったと考えられている。
なお、この合戦における陶方の損害は、『棚守房顕覚書』によると戦死4700・捕虜3000であり、軍事史研究家の河野収は、厳島に上陸した陶軍は8000程度としている。
陶軍の水軍戦力は、周防国大島郡の屋代島を拠点とする水軍（屋代島衆、屋代島警固衆）で500〜600艘。しかし、陶軍が包囲した宮尾城に、毛利方の船団60〜70艘が援軍として入城していることや、弘中隆兼が書状で水軍の不足を嘆いていることから、宮尾城の沖合を埋め尽くすほどの陶水軍が投入されたという従来の逸話は再考の余地がある。

### 村上水軍
毛利方の勝利に貢献した村上水軍の援軍はおよそ200〜300艘の船団で加勢した。ただし、因島村上氏・能島村上氏・来島村上氏それぞれの動向については諸説あり、歴史学者の長沼賢海や国立歴史民俗博物館名誉教授宇田川武久などは来島・能島村上氏は厳島合戦には不参戦だったと唱えている。
来島村上氏
9月28日（もしくは29日）に来援した村上水軍に対して、元就が「来島の来援により我らの首は繋がった」という旨の書状（『毛利家文書 579号』）があり、村上3氏の中で唯一参戦が明示されている。
因島村上氏
村上吉充を当主とする因島村上氏は厳島の戦いの時に毛利方であったことは間違いないが、実際に厳島の戦いに参戦したことを示す史料は無いことから、厳島の戦いには参加せず、陶方に属する能島村上氏の警戒にあたっていたと考えられている。
能島村上氏
村上武吉率いる能島村上氏の来援については、江戸時代に編纂された『武家万代記』、『老翁物語』、『桂岌円覚書』等の軍記物や覚書では言及されている。しかし、天文23年（1554年）6月頃のものと推定される陶晴賢の書状には、能島から今岡某と村上蔵人大夫が使者として陶晴賢のもとに着陣し、備後国と安芸国の戦況を報じており、この時点では能島村上氏が大内氏と陶氏の陣営に属していたことが分かる。また、永禄4年（1561年）以前に村上武吉が毛利方として活動したことを裏付ける史料は無いため、厳島の戦いの時期も能島村上氏は陶方に属していたと考えられている。したがって、能島村上氏が厳島の戦いにおいて毛利方として来援したという事実は無く、かといって陶方として参加したという形跡もないため、能島村上氏は厳島の戦い自体には関わっていないとされる。

### 合戦に関連した主な人物
毛利軍主力
- 毛利元就 - 毛利軍総大将。
- 毛利隆元 - 元就の嫡男。毛利氏当主。
  - 福原貞俊 - 毛利家臣。
  - 国司元相 - 毛利家臣。
  - 香川光景 - 毛利家臣。大和興武を生け捕る。
  - 児玉就方 - 毛利家臣。毛利水軍（川ノ内警固衆）の将。
  - 飯田義武 - 毛利家臣。毛利水軍（川ノ内警固衆）の将。
    - 山県就相 - 毛利水軍（川ノ内警固衆）。
    - 福井元信 - 毛利水軍（川ノ内警固衆）。
- 吉川元春 - 元就の次男。吉川氏当主。
  - 二宮俊実 - 吉川家臣。三浦房清を討ち取る。
- 熊谷信直 - 毛利傘下の安芸国人。宮尾城を救援。
  - 熊谷高直 - 熊谷信直の嫡男。父に従って宮尾城を救援。
  - 熊谷広真 - 熊谷信直の三男。父に従って宮尾城を救援。
- 平賀広相 - 毛利傘下の安芸国人。
- 天野隆重 - 毛利傘下の安芸国人。
- 阿曽沼広秀 - 毛利傘下の安芸国人。
- 出羽元祐 - 毛利傘下の石見国人。

別働隊（小早川水軍）
- 小早川隆景 - 元就の三男。小早川氏当主。
  - 乃美宗勝 - 小早川家臣。沼田小早川氏の庶流。

村上水軍
- 村上通康 - 来島村上氏の当主。

宮尾城
- 己斐直之 - 毛利家臣。
- 新里宮内少輔（後の坪井元政） - 毛利家臣。

その他の毛利関係者
- 宍戸隆家 - 毛利傘下の安芸国人。元就の娘婿。尼子氏の南下を警戒して吉田郡山城を守備[26]。
- 桂元澄 - 毛利家臣。桜尾城在城。

陶軍主力
- 陶晴賢 - 陶軍総大将。敗戦により自害。
  - 三浦房清 - 陶家臣。大内水軍の将。合戦で討死。
  - 大和興武 - 陶家臣。捕らえられた後に討たれた。
  - 重見通種 - 陶家臣。捕らえられた後に元就の登用を断って自害。
  - 伊香賀房明（または隆正） - 晴賢近習。敗戦により自害。晴賢の介錯を務めた。
  - 柿並隆正（垣並佐渡守） - 晴賢近習。敗戦により自害。
  - 山崎隆方（山崎勘解由） - 晴賢近習。敗戦により自害。
  - 江良神六 - 晴賢被官。捕虜となったが深野房重の孫だったため助命される。
- 弘中隆兼 - 大内家臣。嫡男の隆助と共に討死。
  - 弘中隆助 - 弘中隆兼の嫡男。父と共に討死。
- 町野隆親 - 大内家臣。嫡男の隆治と共に討死。
  - 町野隆治 - 町野隆親の嫡男。父と共に討死。
- 羽仁有繁 - 大内方の厳島神領衆。弟で養子の藤直と共に討死。
  - 羽仁藤直 - 兄で養父の羽仁有繁と共に討死。

水軍（屋代島警固衆）
- 宇賀島忠重（十郎左衛門） - 屋代島警固衆の大将。敗戦後、毛利軍の掃討により死亡。
- 桑原隆祐 -  屋代島警固衆の将。合戦で討死。

## 検証

### 史料
本合戦の目撃者・従軍者によって書かれた信憑性の高い史料としては、合戦当時に厳島神主家の本宮棚守職であった棚守房顕が書き記した『棚守房顕覚書』がある。
また、江戸時代に入ってから作成された史料として、村上水軍の一員である村上喜兵衛から聞き取った内容をまとめた『武家万代記（三島海賊家軍日記）』、川ノ内警固衆の賀屋市助の覚えを取りまとめた『万代記（厳島合戦記）』、吉川家臣の二宮俊実や森脇春方が記した『二宮俊実覚書』と『森脇覚書』などがある。
一方、一般的に知られている合戦の経緯はおおむね、江戸時代に香川景継が編纂・執筆した軍記物『陰徳太平記』を元にしている。この書は前述の『二宮俊実覚書』や『森脇覚書』を元に書かれたものであるが、毛利氏に都合の良いように改竄や虚飾が行われており、『甲陽軍鑑』などと同様史料的価値は低く見られており、史実とは異なる部分が多々あるとされる。

### 陶軍の厳島誘因（宮尾城囮城）説
『陰徳太平記』や『吉田物語』などによれば、元就は厳島に陶晴賢をおびき寄せるための囮として天文24年春に宮尾城を築いたとされる。これは圧倒的兵力を誇る陶軍を奇襲作戦により殲滅する策略であり、陶の間者が元就の周辺で諜報活動をしていることを逆に利用して「（宮尾城の防備が遅れているので）『今厳島を攻められれば困る』と元就が言った」という嘘情報を流させたという（『中国治乱記』）。これらは全て、前述の桂元澄偽装内通の計略を含め、元就の謀略とされてきた。
しかし、『棚守房顕覚書』で天文23年（1554年）時点で宮尾城の存在が記述されているように、厳島の戦いが勃発する以前より宮尾城は存在しており、元就は合戦前に防備強化のため改築したに過ぎない。そもそも厳島は宗教・交通・経済的な重要拠点であるため幾度も厳島には軍勢が派遣されており、安芸への進軍（毛利側の視点では防衛）の拠点として厳島の奪還を最初に図ったことは不自然では無い。元就の謀略により晴賢が厳島に誘引されたという逸話は、元就の智将ぶりを強調して賞賛するための創作と見られる。

### 江良房栄の内応説
天文24年（1555年）3月16日、陶氏重臣で江良房栄が陶晴賢の依頼を受けた弘中隆兼によって周防国岩国の琥珀院で誅殺された。
江良房栄が誅殺された理由は明らかではないが、安芸国佐西郡の各領主の寄親として安芸国の事情に精通していたことから、毛利氏との対決に慎重論を唱えていたため晴賢から毛利氏への内通を疑われたことが原因と考えられている。
ただし、従来は弘治3年（1557年）から弘治4年（1558年）頃に毛利隆元が家臣に宛てたとされる書状から、毛利元就が陶方の重臣である江良房栄を味方にするために内応を打診し、天文24年（1555年）2月に房栄は毛利氏への内応に応じたが、内応の見返りとして内示された300貫の給地では満足せず、さらに加増を要求したことで、元就と隆元は服属後の房栄の態度に不安を感じ、房栄内応の事実をあえて晴賢に密告して毛利氏の内情を知悉している房栄を討たせるように仕向けたと考えられていた。
しかし、房栄の内通と見返りの加増要求の根拠となっている上記の毛利隆元の書状において、「江良」の加増要求に対して隆元は、「本来は「江良」の命を取るところを助命した上に300貫を与えるという破格の対応を行ったのに更なる加増を要求するとは何事か。毛利氏の重臣である福原氏や桂氏でも300～400貫も与えていないのに「江良」や毛利與三（後の奈古屋元堯）等に500貫とか300貫を与えることは本来おかしいことだ」と述べている。また、同書状で、毛利隆元が命じていない「江良」との取次を赤川元保が行っている一方で、かつての「房栄」とのやり取りでは誰もが取次をしたと述べており、加増を要求した「江良」とは別に「房栄」が登場している。そして、赤川元保が取次を行った江良氏の人物は、房栄の同族で厳島の戦いの際に助命された江良神六であることから、毛利隆元の書状に記された加増を要求した「江良」は房栄の同族である江良神六を指しており、房栄の毛利氏への内通と加増要求は事実ではないと考えられている。

### 来島水軍との婚姻
天文23年（1554年）頃、毛利氏は村上水軍の一族である村上通康（来島村上氏）と姻戚関係を結んだとされ、これは毛利家の一門衆である宍戸隆家の長女・天遊永寿を小早川隆景の養女にした上で通康へと嫁がせたもので、毛利方にとって大きな力になったと考えられていた。
しかし、この時の婚姻については「予州河野殿・小早川縁辺」と記された書状により、天遊永寿の婚姻相手は村上通康ではなく河野通宣だったと考えられている。

### 桂元澄の偽装内通
厳島の戦いにかかわる逸話のひとつに、桜尾城主桂元澄が陶方への内通を偽装したという話が軍記物では伝わる。かつて元就の家督相続に絡んで異母弟・相合元綱とその支持者（元澄の祖父である坂広明が含まれる）が粛清された時に元澄の父・桂広澄が自害しており、残された元澄も一度は元就と戦おうとしていた過去があったため、「元就には遺恨がある」として陶方に内通を申し出る密書や起請文を元澄は送った。これは元就が命じて「陶軍が厳島を攻めれば、毛利軍本隊も厳島防衛に動くので、元澄の手勢が吉田郡山城を攻める」ことを提案して陶軍を厳島に誘い込む謀略とされるが、真偽を確認できる一次史料は存在しない。なお、晴賢を信用させるために7枚も誓紙を書いた元澄自身は、桜尾城に留まって厳島には出陣せず（元澄の子たちは参戦）形式的ながら義理立てしたとも言われる。

### 兵力差
従来説では、少数の毛利軍が5倍以上の大軍を擁する陶軍を相手に、様々な謀略と厳島の奇襲戦で鮮やかに撃ち破ったとされる。しかし、前節のとおり陶軍は1万にも達していなかった可能性が指摘されており、伝えられているような圧倒的優位な戦況では無く、実際はもっと小規模で戦力は拮抗していたのではないかという意見も出ている。これを裏付けるように、弘中隆兼は開戦の直前に妻に宛てて遺言めいた手紙を残している。
後年の豊臣秀吉の時代に行なわれた太閤検地では、周防・長門・石見半国といった旧大内領国を併せた石高は60万石から70万石とされており、ここから導き出される動員可能兵力はおおよそ2万強になる。だが、当時の陶晴賢の足下は政情不安であり、領国警備に兵を割く必要もあった上に、晴賢の動員令に従わなかった家臣や国人衆もいた。このため晴賢が動員した兵力が2万以下だった可能性は十分にある。

### 合戦の主導者の論議
山室恭子の主張
この厳島の戦いに関して歴史学者の山室恭子は、厳島の戦いの前後では大量の感状を発給している毛利氏が何故か厳島の戦いでは一通も感状を出していないのは、毛利氏には厳島の戦いで感状を与えられるような活躍をした武将がいなかったためと推測すると共に、毛利元就が厳島の戦いでひたすら頼りにした来島村上氏の水軍のおかげで陶軍に勝利することが出来たとして、厳島の戦いは毛利氏の勝利というよりも来島村上氏の勝利であるとする等、通説の大胆な見直しを提起した。
さらに山室恭子は、厳島の戦い直前に毛利元就から小早川隆景に対して出された書状のうち、来島村上氏が来援しないと万事休すであると泣き言を連ねた9月26日の書状が『毛利家文書』として残り、来島村上氏が来援しなければ川之内警固衆と小早川水軍で戦うと記した9月27日の書状が『小早川家文書』として残っているのは、来島村上氏のおかげで勝てた厳島の戦いを毛利氏の力で勝ったことにするために9月26日の書状を隆景から回収したためとし、江戸時代の軍記物において厳島の戦いの勝因は元就の戦術とされて来島村上氏への言及が少ないのは毛利氏による「歴史の偽造」の結果と主張した。
秋山伸隆の反論
一方で歴史学者の秋山伸隆は山室恭子の提起した説に対し批判を加えている。まず、厳島の戦いにおける元就や隆元の感状が存在しない点については事実だが、毛利軍に活躍した武将がいなかったわけではなく、陶家臣3人を討ち取った山田民部丞や渡辺長等がいた。しかし、渡辺長の自筆覚書には「厳島にて頸三、惣並ニ御感状無之事（厳島において首級3つを得たが、誰にも感状は与えられなかった）」と記されており、厳島の戦いで元就と隆元は感状を発給しない方針をとっていたことが分かる。毛利氏では厳島の戦いを契機として「仍感状如件」で終わる書下形式の感状の発給を抑制するようになるが、これは恩賞として給付すべき土地が不足し、家臣の不満が高まっているという背景があったためであり、厳島の戦いで感状を発給していないのは決して手柄を立てた武将が存在しなかったためではないと指摘している。
次に、小早川隆景宛ての9月26日の書状を元就が回収したという主張については、元就の書状の中には「此状則此方へ返し可給候（この書状はすぐにこちらに返却するように）」という文言を含むものもあるため、該当の書状についても隆景から元就に返送された可能性もあるとしつつも、『毛利家文書』には隆景宛ての書状が何通も含まれており、隆景の叙位任官の文書のように隆景死後に『小早川家文書』を預けられた堅田元慶の堅田家において保管された後に毛利家に献上された書状であることが判明している文書もあることから、該当の書状も江戸時代に堅田家から毛利家に献上された隆景関連文書の一部と考えた方が良く、いずれにしても該当の書状だけを隆景から取り上げたとする山室恭子の主張は『小早川家文書』の伝来や『毛利家文書』の中に隆景宛ての書状が多数含まれていることを無視したもので納得しがたいと主張している。
また、来島村上水軍の来援が厳島の戦いにおける毛利方の勝因の一つであったが、後に来島村上氏は羽柴秀吉の調略によって毛利氏から離反し、逆に厳島の戦いでは陶方であった能島村上氏は江戸時代においては萩藩士となったため、能島村上氏も厳島の戦いに来援したという話が作られるに至り、来島村上氏の活躍についてはほとんど無視されるようになったとしている。